# Joy Emerson
Pour les articles homonymes, voir Emerson.
Joy Emerson (née le 2 juillet 1944) est une joueuse de tennis australienne.
En 1971, elle a été finaliste de l'Open d'Australie en double dames aux côtés de Lesley Hunt (défaite contre Goolagong-Smith Court). 

## Palmarès (partiel)

### Titre en simple dames
Aucun

### Finale en simple dames
Aucune

### Titre en double dames
| No | Date       | Nom et lieu du tournoi                    | Catégorie | Surface      | Partenaire | Finalistes               | Score         |          |
| -- | ---------- | ----------------------------------------- | --------- | ------------ | ---------- | ------------------------ | ------------- | -------- |
| 1  | 26/11/1973 | Australian Hardcourt Championships Sydney |           | Terre (ext.) | Jan Lehane | Peggy Michel Janet Young | 7-6, 4-6, 7-6 | Parcours |

### Finale en double dames
| No | Date       | Nom et lieu du tournoi | Catégorie | Surface      | Vainqueures                           | Partenaire  | Score    |          |
| -- | ---------- | ---------------------- | --------- | ------------ | ------------------------------------- | ----------- | -------- | -------- |
| 1  | 08/01/1971 | Australian Open Sydney | G. Chelem | Gazon (ext.) | Margaret Smith Court Evonne Goolagong | Lesley Hunt | 6-0, 6-0 | Parcours |

## Parcours en Grand Chelem

### En simple
N'a jamais participé à un tableau final.

### En double dames
| Année | Open d'Australie   | Open d'Australie      | Internationaux de France | Internationaux de France | Wimbledon | Wimbledon | US Open | US Open |
| 1971  | Finale Lesley Hunt | M. Smith E. Goolagong | -                        | -                        | -         | -         | -       | -       |

Sous le résultat, la partenaire ; à droite, l’ultime équipe adverse.

### En double mixte
N'a jamais participé à un tableau final.